# Песковатка (станция)
Пескова́тка — железнодорожная станция 4 класса Мичуринского региона Юго-Восточной железной дороги на 454,4 километре линии Кочетовка I — Грязи-Воронежские. Расположена в посёлке при станции Песковатка Петровского района Тамбовской области.
На станции останавливаются летние поезда дальнего следования и несколько пригородных поездов в направлении Мичуринска и Воронежа.
Расстояние до узловых станций (в километрах): Грязи-Воронежские — 16, Кочетовка I — 52.
Линия двухпутная, электрифицированная. Действует железнодорожный вокзал, ведется продажа билетов. Возле вокзала — остановка общественного транспорта «Станция Песковатка»; на 2020 год автобусный маршрут 1627 «Автостанция Мичуринск — Автостанция Грязи».

## История
Открыта в 1876 году как станция Козлово-Воронежской железной дороги, которая в дальнейшем была продлена до Ростова-на-Дону.